# Veria colorata
Veria colorata är en insektsart som beskrevs av Walker, F. 1869. Veria colorata ingår i släktet Veria och familjen vårtbitare. Inga underarter finns listade i Catalogue of Life.